# Геосинкліналь
Геосинкліналь (рос. геосинклиналь, англ. geosyncline, нім. Geosynklinale f) — лінійно витягнута ділянка земної кори, в межах якої інтенсивно проявляються вертикальні й горизонтальні рухи, магматизм і сейсмічність. 
Геосинкліналі розвиваються протягом десятків і сотень мільйонів років і проходять кілька стадій — від прогину, найчастіше зайнятого морем, до формування на місці гірської складчастої споруди. 
Для геосинкліналі характерні такі типові формації: 
- зеленокам’яна;
- вулканогенна кремениста;
- глинисто-сланцева;
- флішева;
- моласова;
- з інтрузивних утворень — гранітоїдні інтрузії.

Особливо характерна для геосинкліналей так звана офіолітова асоціація. 
Геосинкліналь — синонім геосинклінального поясу.
У розвитку геосинкліналі розрізняють дві стадії: перша – геосинкліналь являє собою переважно морський басейн з інтенсивно прогнутим дном, на якому накопичуються потужні товщі осадових порід і вулканічних лав; друга – геосинкліналь внаслідок інтенсивного підняття земної кори перетворюється в складчасту систему, а потім і в гори (наприклад, Карпати, Крим). Геосинкліналі існують і розвиваються і в наш час. Як приклад геосинкліналі, що розвивається,частина Тихого океану з пасмами Курильських островів. 